# Saga Cruises
Saga Cruises ist eine Marke des britischen Kreuzfahrtunternehmens Acromas Travel Ltd. Der Sitz des Unternehmens befindet sich in Folkestone, Großbritannien. Unter dem Dach der Acromas Travel arbeitet das Reiseunternehmen Acromas Holidays Ltd mit dem Handelsnamen Saga Holidays sowie die Schifffahrtstochter Acromas Shipping Ltd, die unter dem Handelsnamen Saga Shipping arbeitet. Aktuell werden von dem Unternehmen die Spirit of Discovery und die Spirit of Adventure sowie zwei Flusskreuzfahrtschiffe betrieben.

## Geschichte

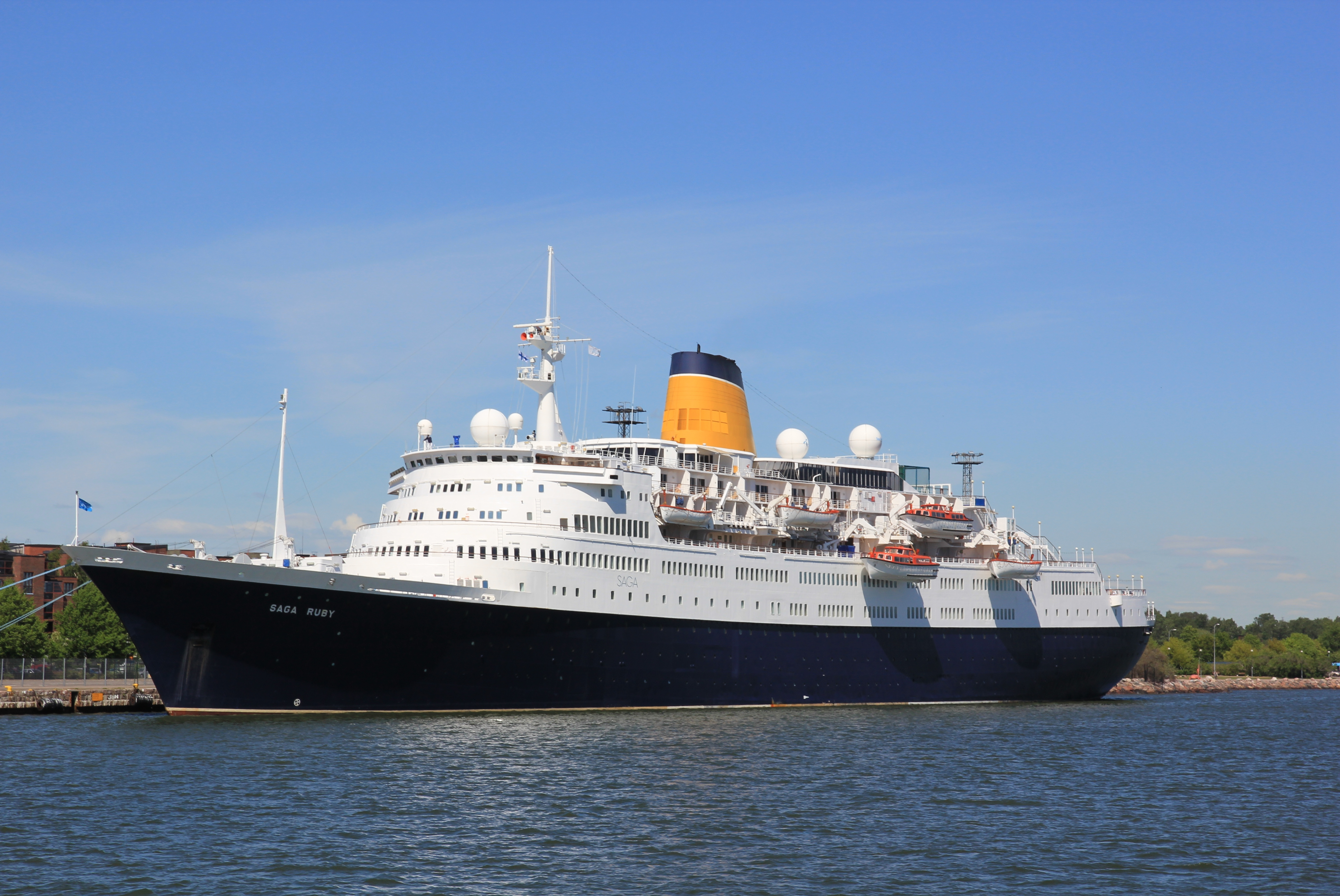
Saga Ruby

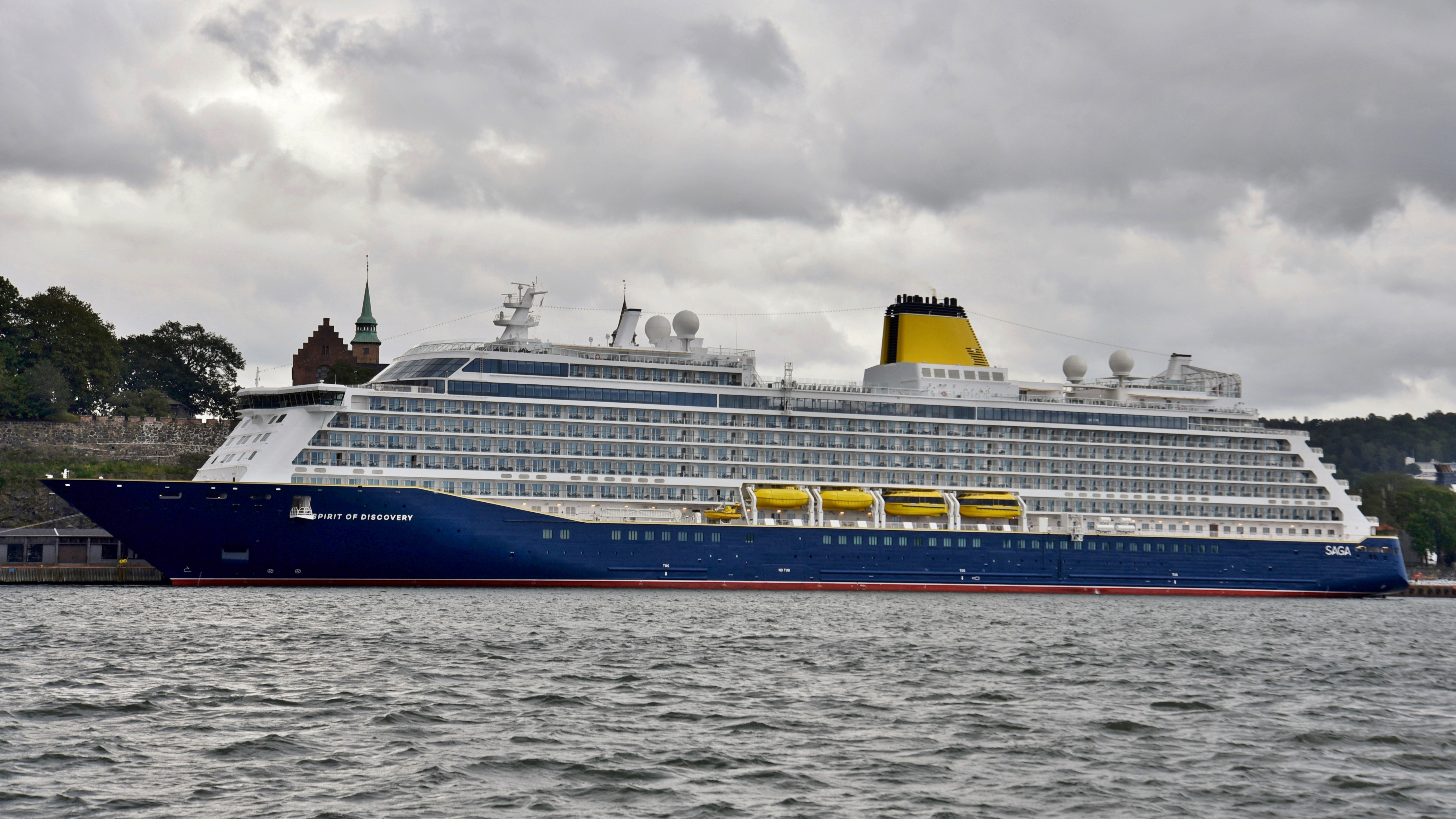
Der Neubau Spirit of Discovery

Als erstes Schiff wurde vom Unternehmen die ehemalige Sagafjord übernommen. Nachdem deren halbjährige Charter für Transocean Tours ausgelaufen war, wurde das Schiff 1997 unter dem neuen Namen Saga Rose in Fahrt gebracht.
Im Jahr 2003 wurde von Saga Cruises zusätzlich die 1989 gebaute Minerva zur zeitweisen Verstärkung der Flotte gechartert. Während dieser Einsätze fuhr das Schiff unter dem Namen Saga Pearl. Im Jahr 2004 wurde die Flotte dauerhaft um ein Schiff erweitert, dazu wurde die damalige Caronia, das Schwesterschiff der Saga Rose, von Cunard übernommen und in Saga Ruby umbenannt. Nach der Modernisierung in einer maltesischen Werft lief das Schiff im März 2005 zu seiner ersten Kreuzfahrt unter der Regie von Saga aus. Die letzte Kreuzfahrt des Schiffs endete am 9. Januar 2014 in Southampton.
Im November 2009 wurde die Saga Rose außer Dienst gestellt, weil die Anforderungen von SOLAS 2010 nicht erfüllt wurden. Die letzte Kreuzfahrt des Schiffes war eine 37-tägige Mittelmeerrundreise.
Als Ersatz für die Saga Rose wurde die im Jahr 1980 bei den Howaldtswerken-Deutsche Werft AG in Hamburg gebaute Astor, damals unter dem Namen Astoria, übernommen. Nach einem Umbau in Höhe von rund 14 Millionen Pfund Sterling wurde das Schiff ab Mitte März 2010 unter dem Namen Saga Pearl II von Saga Cruises eingesetzt.
Im Jahr 2011 wurde die Flotte durch den Kauf der ehemaligen Europa von Hapag-Lloyd Kreuzfahrten verstärkt. Zwischen November 2011 und Februar 2012 wurde das Schiff auf der Fincantieri-Werft in Triest überholt und in Saga Sapphire umbenannt. Auf der ersten Fahrt Mitte April 2012 unter neuem Namen kam es zu einem Maschinenschaden, die Kreuzfahrt musste abgebrochen werden.
Im September 2015 wurde bei der Meyer Werft der Neubau Spirit of Discovery bestellt. Es ist mit 55.900 BRZ vermessen, 234 Meter lang und 30,8 Meter breit. Ein zweiter Neubau mit Ablieferung im Frühjahr 2021 wurde optioniert. Der Bau begann am 28. Februar 2018 unter der Baunummer S. 714. Die Kiellegung folgte am 28. Juni 2018. Die Ablieferung erfolgte im Juni 2019. Im September 2017 wurde der zweite Neubau, die Spirit of Adventure, bestellt. Der Bau unter der Baunummer S. 715 begann am 27. März 2019. Das Schiff wurde im September 2020 abgeliefert. Die Neubauten lösten die Saga Pearl II und die Saga Sapphire ab.

### Flusskreuzfahrten
Seit 2021 werden mit dem Neubau Spirit of the Rhine auch Flusskreuzfahrten angeboten. Ein Schwesterschiff, die Spirit of the Danube, folgte 2022. Beide Schiffe entstanden bei Vahali in Serbien. Im März 2022 gab Saga Cruises zudem die Bestellung von vier weiteren Schiffen, der Spirit of the Moselle, der Spirit of the Main, der Spirit of the Elbe und der Spirit of the Rhône, bekannt.
Die Spirit of the Moselle soll im Jahr 2025 in Dienst gestellt werden.

### Spirit of Adventure Cruises
Innerhalb des Unternehmens wurde ab 2005 versucht, Spirit of Adventure Cruises als eine zweite Marke aufzubauen, deren Angebote, anders als die Kreuzfahrten der Marke Saga Cruises, auch für Menschen unter 50 Jahren zu buchen waren. Dafür wurde im März 2006 zunächst mit der ehemaligen Berlin, die ursprünglich als Saga Opal in die reguläre Flotte eingegliedert werden sollte, ein weiteres Schiff beschafft und unter dem Namen Spirit of Adventure betrieben. Nachdem man sich im Jahr 2012 wieder von diesem Schiff getrennt hatte, wurde stattdessen die bisherige Saga Pearl II als Quest for Adventure von der Zweitmarke betrieben. Schließlich entschloss man sich 2013 dazu, die Marke komplett aufzugeben und die Quest for Adventure wurde unter dem alten Namen wieder in die Hauptflotte eingegliedert.

## Flotte

### Aktuelle Flotte
| Bild                                        | Name bei Saga Cruises | IMO-Nummer | Indienststellung | Vermessung | Anmerkung               |
| ------------------------------------------- | --------------------- | ---------- | ---------------- | ---------- | ----------------------- |
|                                             | Spirit of Discovery   | 9802683    | 2019             | 58.119 BRZ | Hochseekreuzfahrtschiff |
|                                             | Spirit of Adventure   | 9818084    | 2020             | 58.119 BRZ | Hochseekreuzfahrtschiff |
|                                             | Spirit of the Rhine   |            | 2021             |            | Flusskreuzfahrtschiff   |
| Die Spirit of the Danube am Anleger in Köln | Spirit of the Danube  |            | 2022             |            | Flusskreuzfahrtschiff   |
|                                             | Spirit of the Moselle |            | 2025             |            | Flusskreuzfahrtschiff   |

### Zukünftige Schiffe
| Name bei Saga Cruises | Bestellung | Baujahr | Anmerkung             |
| --------------------- | ---------- | ------- | --------------------- |
| Spirit of the Main    | März 2022  | 2024    | Flusskreuzfahrtschiff |
| Spirit of the Elbe    | März 2022  | 2024    | Flusskreuzfahrtschiff |
| Spirit of the Rhône   | März 2022  | 2024    | Flusskreuzfahrtschiff |

### Ehemalige Schiffe
| Name bei Saga Cruises             | IMO-Nummer | Baujahr | Einsatz bei Saga | Vermessung | Anmerkungen/Status/Verbleib |
| --------------------------------- | ---------- | ------- | ---------------- | ---------- | --- |
| Saga Rose                         | 6416043    | 1965    | 1996–2010        | 24.528 BRZ | Schwesterschiff der Saga Ruby. Ehemalige Sagafjord, 2011 verschrottet.                                                                 |
| Saga Pearl                        | 9144196    | 1989    | 2003–2005        | 12.892 BRZ | Von Saga ab 2003 zeitweise gechartert, zuletzt als Minerva von Swan Hellenic betrieben.                                                |
| Saga Ruby                         | 7214715    | 1973    | 2005–2014        | 24.492 BRZ | Schwesterschiff der Saga Rose. Ehemalige Vistafjord, 2017 verschrottet.                                                                |
| Spirit of Adventure               | 7904889    | 1981    | 2006–2012        | 9.570 BRZ  | Als Berlin für die Reederei Peter Deilmann gebaut. Heute Dream Goddess.                                                                |
| Saga Pearl II Quest for Adventure | 8000214    | 1981    | 2010–2019        | 18.627 BRZ | Ehemalige Astor/Arkona, zwischenzeitlich als Quest for Adventure für Spirit of Adventure Cruises. Zuletzt Pearl II. 2022 verschrottet. |
| Saga Sapphire                     | 7822457    | 1981    | 2012–2020        | 37.049 BRZ | Ehemalige Europa der Hapag-Lloyd Kreuzfahrten. Heute Blue Sapphire.                                                                    |